# Taiwans flygvapen
Republiken Kinas flygvapen (traditionell kinesiska: 中華民國空軍, pinyin: Zhōnghuá Mínguó Kōngjūn) är flygvapenstyrkorna i Taiwan, officiellt känd som Republiken Kina (ROC). Flygvapnets huvuduppgift är att skydda Taiwans luftrum och suveränitet, samt att utföra försvarsoperationer mot potentiella hot.

## Historia
Republikens Kina flygvapen grundades den 20 mars 1920 under det kinesiska inbördeskriget och spelade en avgörande roll under andra världskriget och det kinesiska inbördeskriget. Efter den kinesiska nationalistiska regeringens reträtt till Taiwan 1949, omorganiserades och moderniserades flygvapnet för att möta hoten från Folkrepubliken Kina.

## Organisation
Flygvapnet är organiserat i olika kommandon och enheter, inklusive stridsflygplan, transportflygplan, träningsflygplan och luftvärnsstyrkor. Huvudkommandona inkluderar:
- Operationellt kommando: Ansvarar för planering och genomförande av flygoperationer.
- Logistikkommando: Ansvarar för underhåll, reparation och försörjning av flygplansdelar.
- Utbildningskommando: Ansvarar för utbildning av piloter och teknisk personal.

## Flygplan
Republikens Kina flygvapen har en blandning av inhemskt producerade och importerade flygplan, inklusive:
- F-16 Fighting Falcon: Ett amerikanskt stridsflygplan som utgör en viktig del av Taiwans luftförsvar.
- Mirage 2000: Ett franskt stridsflygplan som ger ytterligare kapacitet.
- AIDC F-CK-1 Ching-Kuo: Ett inhemskt utvecklat stridsflygplan designat för att möta specifika behov.
- E-2K Hawkeye: Ett amerikanskt luftburet varnings- och kontrollplan (AWACS) som används för luftövervakning.